# Лоосс, Артур
Артур Лоосс (нем. Arthur Looss; 16 марта 1861 — 4 мая 1923) — немецкий зоолог и паразитолог.

## Биография
Лоосс родился в 1861 году в городе Хемниц, где и проходило его обучение, а позже, в городе Лодзь (Польша).
После он получал образование в университете Лейпцига, где изучал естественные науки под руководством Рудольфа Лейкарта. Он получил степень доктора философии в 1885 году, защитив диссертацию по трематодам. Преподавал в Лейпцигском университете в течение нескольких лет и стал частным преподавателем на философском факультете. В 1889 году он был хабилитирован по зоологии в Лейпцигском университете, став впоследствии преподавателем, а в 1896 году был назначен профессором. Однако в том же году он перешёл в Медицинскую школу в Каире, где преподавал и занимался исследованиями до начала войны. В 1891 году он женился на Элизе Лозэ. Со времени учёбы (лето 1880 года) он был членом Певчества Лейпцигского университета в Санкт-Паули (ныне Немецкое Певчество).
Лейкарт отправил Лоосса в Египет для изучения путей передачи шистосомоза, где он случайно заразился круглым червём, и при этом открыл способ, по которому личинки этого червя проникают в кожу. В 1896 году он пролил личиночную культуру себе на руку, пока опускал её в рот морских свинок; наблюдая за раздражением кожи, которое вызвала эта культура, он предположил, что инфекция проходит через кожу. Попав под кожу, далее личинки переходят в сердце и легкие и, в конце концов, достигают кишечного тракта через трахеи. Он изучил свои фекалии с интервалами и нашёл в них яйца нематод спустя несколько недель. Написанная им статья по жизненному циклу этого червя считается классической в этой области. Позже он описал этот вид, назвав его Ancylostoma duodenale. Он написал два тома об анатомии и истории жизни этой нематоды, которые были опубликованы в записях Правительственной Школы Медицины.
Лоосс продолжал работать профессором паразитологии и биологии в Египте до начала Первой мировой войны. Некоторое время служил в Бельгии, имея звание капитана. В 1919 году он занял ассистентскую должность в Институте зоологии в Гисене, а в 1921 году получил почётную докторскую степень в Университете города. В 1922 году он стал почётным профессором в Гисене. Сообщается, что: «Энтузиазм и энергия Лоосса как научного работника, вероятно, редко были превзойдены, и вся его работа характеризовалась кропотливым вниманием к деталям, что, к сожалению, является редкостью».
Из-за догматических взглядов он вступал в конфликт с главными паразитологами своего времени, такими как сэр Патрик Мэнсон (1844—1922), Роберт Томсон Лейпер (1881—1969), Чарльз Уорделл Стайлз (1867—1941), Льюис Вестенра Самбон (1866—1931) и Альцид Луи-Жозеф Райе (1852—1930).
Лоосс умер 4 мая 1923 года после длительного заболевания в Гисене, Германия.

## Труды
- Über Degenerations-Erscheinungen in Thierreich: Besonders Über die Reduction des Froschlarvenschwanzes und die im Verlaufe Derselben Auftretenden Histolytischen Processe, Leipzig 1889
- Schmarotzertum in der Tierwelt, Leipzig 1892
- Die Distomen unserer Fische und Frösche. Neue Untersuchungen über Bau und Entwicklung des Distomenkörpers, Stuttgart 1894
- Weitere Beiträge zur Kenntniss der Trematoden-Fauna Aegyptens, zugleich Versuch einer natürlichen Gliederung des Genus Distomum Retzius, Cairo 1899
- Die Distomen-Unterfamilie der Haploporinae, Cairo 1902
- Ueber neue und bekannte Trematoden aus Seeschildkröten. Nebst Erörterungen zur Systematik und Nomenclatur, Cairo 1902
- The anatomy and life history of Anchylostoma duodenale Dub., 2 Bände, 1905/1911
- An introduction to biology : a series of lectures delivered to the students of the first year, Cairo 1914